# Tarek Aziz Benaissa
Tarek Aziz Benaissa – (7 de abril de 1991) es un deportista argelino que compite en lucha grecorromana. Ganó una medalla de oro en los Juegos Panafricanos de 2015. Ha ganado tres medallas en el Campeonato Africano entre 2014 y 2016.
Participó en dos Juegos Olímpicos de Verano, consiguiendo un 15.º lugar en Londres 2012 y un octavo en Río de Janeiro 2016. Compitió en la categoría de 60-66 kg.

## Palmarés internacional
| Juegos Panafricanos | Juegos Panafricanos               | Juegos Panafricanos | Juegos Panafricanos |
| Año                 | Lugar                             | Medalla             | Categoría           |
| ------------------- | --------------------------------- | ------------------- | ------------------- |
| 2015                | Brazzaville (República del Congo) | Medalla de oro      | 66 kg               |
| Campeonato Africano |                                   |                     |                     |
| Año                 | Lugar                             | Medalla             | Categoría           |
| 2014                | Túnez (Túnez)                     | Medalla de oro      | 66 kg               |
| 2015                | Alejandría (Egipto)               | Medalla de bronce   | 66 kg               |
| 2016                | Alejandría (Egipto)               | Medalla de plata    | 66 kg               |